# Old Woodhall
Old Woodhall är en by i civil parish Stixwould and Woodhall, i distriktet East Lindsey, i grevskapet Lincolnshire, i England. Byn är belägen 5 km från Horncastle. Woodhall var en civil parish fram till 1987 när blev den en del av Stixwould and Woodhall. Civil parish hade 123 invånare år 1961.